# Guilty 'Til Proved Innocent!
Guilty 'Til Proved Innocent! è un album in studio del gruppo musicale britannico The Specials, pubblicato nel 1998.

## Tracce
1. Tears in My Beer – 3:30
2. Call Me Names – 2:47
3. Fearful – 2:20
4. It's You – 3:09
5. Bonediggin' – 4:40
6. All Gone Wrong – 3:53
7. No Big Deal – 3:23
8. Leave It Out – 4:03
9. Keep On Learning – 2:39
10. Fantasize – 3:27
11. Place in Life – 3:07
12. Stand Up – 3:02
13. My Tears Come Falling Down Like Rain – 3:17
14. The Man with No Name – 2:44
15. Running Away – 2:53
16. Rat Race (Live) – 2:53
17. Concrete Jungle (Live) – 3:25
18. Gangsters (Live) – 3:54

## Formazione
- Roddy Byers – voce, chitarra
- Lynval Golding – chitarra, voce
- Horace Panter – basso
- Neville Staple – voce
- Mark Adams – organo, piano, cori
- Charley H. Bembridge – batteria (accreditato come Harrington Bembridge)
- Adam Birch – trombone, tromba, cori
- Jon Read – tromba, fisarmonica
- Tim Armstrong – voce
- Lars Frederiksen – voce